# Ampliación Álvaro Leonel
Ampliación Álvaro Leonel är en ort i Mexiko.   Den ligger i kommunen Yautepec och delstaten Morelos, i den sydöstra delen av landet, 60 km söder om huvudstaden Mexico City. Ampliación Álvaro Leonel ligger 1 388 meter över havet och antalet invånare är 141.
Terrängen runt Ampliación Álvaro Leonel är kuperad åt nordväst, men åt sydost är den platt. Runt Ampliación Álvaro Leonel är det mycket tätbefolkat, med 1 361 invånare per kvadratkilometer. Närmaste större samhälle är Cuernavaca, 13,0 km väster om Ampliación Álvaro Leonel. Omgivningarna runt Ampliación Álvaro Leonel är en mosaik av jordbruksmark och naturlig växtlighet.